# Blancafort
Blancafort es un municipio de Cataluña, España. Perteneciente a la provincia de Tarragona, en la comarca de la Cuenca de Barberá. Según datos de 2008 su población era de 428 habitantes. 

## Historia
Aparece documentado por primera vez en 1207 en documentos en los que aparece censado un castillo a nombre de Pere Romeu y de Arnau Fitor. Formó parte del Ducado de Montblanch. Fue amurallado en el siglo XIV. Durante la Guerra de Sucesión se posicionó en favor del archiduque Carlos por lo que sufrió los ataques de las tropas de Felipe V. 
Terminada la guerra, quedó integrado dentro del corregimiento de Tarragona. Durante la Guerra de la Independencia fue saqueada por las tropas comandadas por el general francés Louis Gabriel Suchet.

## Geografía humana

### Demografía
Cuenta con una población de 393 habitantes (INE 2024).
| Gráfica de evolución demográfica de Blancafort entre 1842 y 2021                                                      |
| |
| Población de derecho según los censos de población del INE. Población de hecho según los censos de población del INE. |

### Economía
La principal actividad económica es la agricultura de secano. Destacan los cultivos de viñas, almendros y cereales. Cuenta con una bodega cooperativa, fundada en 1896. De su producción destaca la de mistela y moscatel.

## Cultura
La iglesia parroquial está dedicada a Santa Magdalena y se construyó sobre los restos del antiguo templo románico. De amplias proporciones, es de estilo barroco tardío. Es de nave única y cobertura de bóveda de cañón. La fachada es de estilo neoclásico. En el antiguo cementerio adosado al templo se conservaba una destacada colección de estelas funerarias que hoy en día se exponen en el Museo Diocesano de Tarragona. 
El pueblo conserva numerosas casas construidas a finales del siglo XVIII. Destaca la de Can Minguella, más conocida como Can Cavaller, del siglo XVII. En su fachada puede verse el escudo nobiliario de la familia. No quedan restos del antiguo castillo más que una referencia topográfica en la calle del castell.
La fiesta mayor de Blancafort tiene lugar el último domingo del mes de agosto aunque durante todo el mes de agosto se celebran actividades dirigidas a gente de diferentes edades. Desde 1483, existe también la tradición de subir andando hasta el Santuario del Tallat, también durante el mes de agosto.